# منى جاسم المطوع
منى جاسم المطوع (ولدت في 1958 في المنامة، البحرين) مهندسة بحرينية.

## النشأة والتعليم
من مواليد العاصمة المنامة.
حصلت على شهادة بكالوريوس في الهندسة المعمارية من جامعة القاهرة بمصرفي عام 1980. كما حصلت على شهادة معتمدة في إدارة المشاريع في عام 2006.

## المسيرة المهنية
انضمت للعمل في وزارة الأشغال في العام 1980 بوظيفة مهندسة معمارية متدربة. ثم ترقيت إلى مهندسة معمارية في العام 1983 وفي العام 1993 أصبحت مهندسة معمارية أولى. ثم ترقيت إلى رئيسة مجموعة التصميم المعماري في العام 2000 وفي العام 2005 رئيسة قسم تصميم المباني. في العام 2007 تقلدت منصب مديرة إدارة مشاريع البناء بوزارة الأشغال.
شاركت في تصميم المباني العامة بمختلف أحجامها ووظائفها وفي مجال إدارة المشاريع وقيادة وتوجيه مشاريع البناء المختلفة لأكثر من 32 عام. شاركت في صياغة خطط العمل بوزارة الأشغال ووضع الأهداف الاستراتيجية لوحدات العمل التابعة للوزارة. تقود مبادرات البناء المستدامة في وزارة الأشغال وتطبيق مبادئ وتقنيات المباني الخضراء في المباني العامة.
شاركت في عدة مؤتمرات متخصصة محليا وخارج البحرين التي أبرزت تطبيقات ومبادرات وزارة الأشغال فيما يتعلق بتقنيات المباني الخضراء.
حصلت على عدة جوائز وتكريمات من وزارة الأشغال لإسهاماتها في إنجازات وأداء الوزارة. كما تم تكريمها من قبل ملك البحرين حمد بن عيسى آل خليفة بمناسبة العيد الوطني في 16 ديسمبر 2015.
لها عضوية في عدة لجان حكومية منها:
- اللجنة الوطنية العليا لشئون المعاقين.[7]
- اللجنة الحكومية لتوظيف الموارد الطبيعية والطاقة.
- لجنة الوزارة التوجيهية لمركز البحرين للتميز.
- لجنة تقييم المناهج المعمارية - جامعة البحرين.
- لجنة الخليج العربي للمباني الخضراء (دولة الإمارات).
- لجنة تحكيم لجائزة المبنى الأكثر تميزا بمحافظة العاصمة العام 2001.
- ترأست اللجنة التوجيهية لجائزة التصميم المعماري المتميز بوزارة الأشغال والإسكان عامي 2005 و2006.
- عضوة جمعية المهندسين البحرينية منذ 1983.
- عضوة معهد إدارة المشاريع منذ 2006.

في 26 فبراير 2013 تم تعيينها وكيل مساعد لمشاريع البناء والصيانة بوزارة الأشغال. في عام 2018 أحيلت المطوع إلى التقاعد.

## الحياة الشخصية
متزوجة من طارق أحمد جاد ولديها ولدان وبنت.